# Femina
Femina este un film românesc din 1991 regizat de Piotr Szulkin.